# Nibelungenwerk
Das Nibelungenwerk (auch: Nibelungenwerke oder Ni-Werk) im niederösterreichischen St. Valentin war das größte und modernste Panzer-Montagewerk des Deutschen Reiches. In dem Werk, das damals dem Rüstungskonzern Steyr-Daimler-Puch AG gehörte, wurden bis zum Ende des Zweiten Weltkriegs über die Hälfte aller Panzerkampfwagen IV hergestellt. Es war das einzige Werk in der deutschen Kampfpanzerproduktion mit einer Fließbandfertigung.

## Geschichte

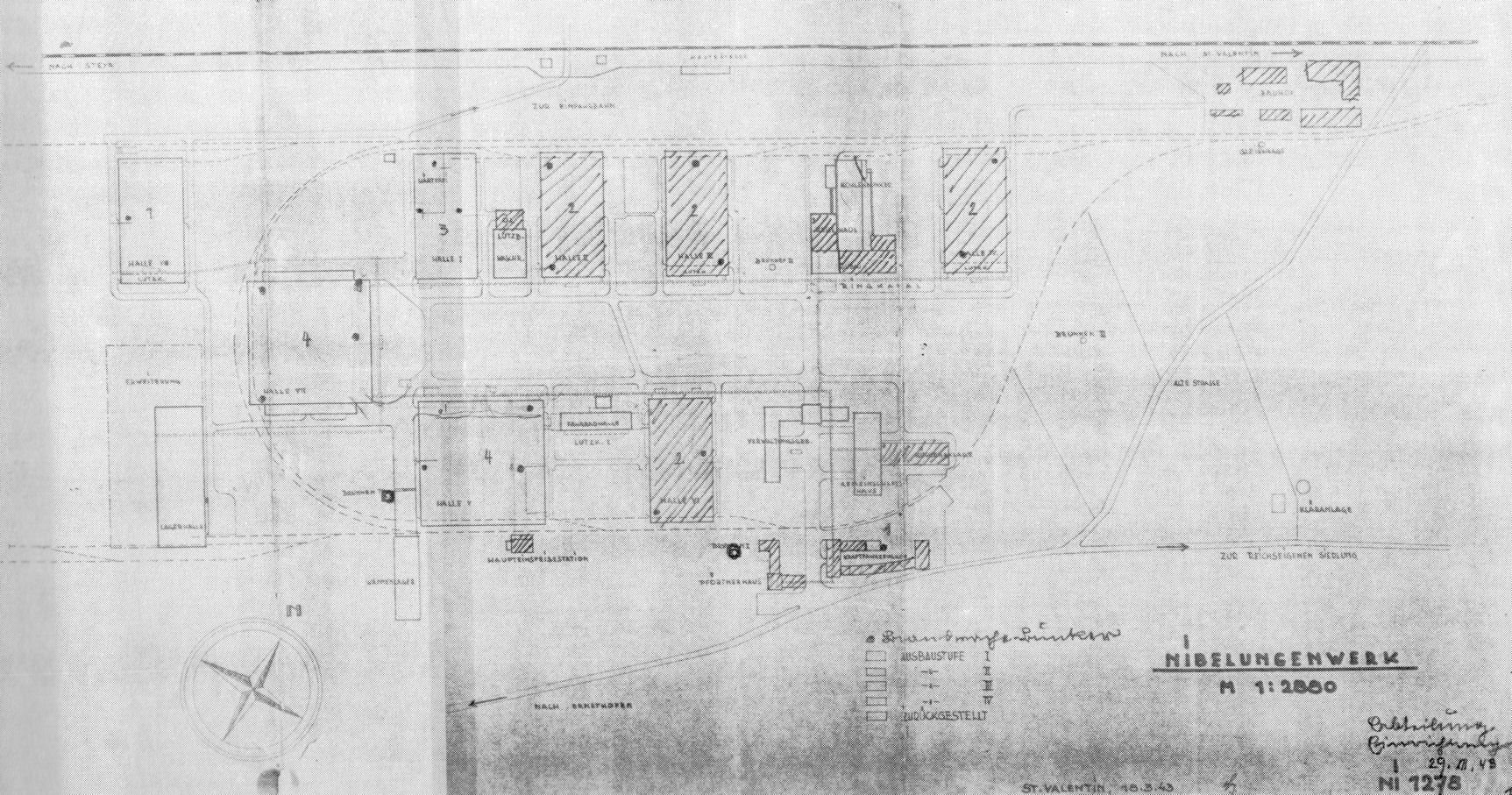
Plan von 1943 des ausgebauten Werkes (schraffiert: noch bestehende Gebäude, Punkte: Brandwache-Bunker)

Nach dem Anschluss Österreichs (März 1938) entstand im Rahmen des Vierjahresplanes im Raum Linz ein Rüstungszentrum, bestehend aus dem Eisenwerk Oberdonau zur Fertigung von Panzerplatten und dem Nibelungenwerk zur Endmontage von Panzern. Letzteres ging auf Pläne aus dem Jahre 1939 zurück, ein Rüstungswerk im Herzograder Wald in der Nähe der an einem Eisenbahnknotenpunkt liegenden niederösterreichischen Gemeinde Sankt Valentin für 65 Millionen Reichsmark zu bauen. Auftraggeber waren die Reichswerke Hermann Göring. Das Heereswaffenamt und die Maschinen- und Bauabteilung der Steyr-Daimler-Puch AG planten die Produktionsstätte in Gemeinschaftsarbeit. Maßgebend waren unter anderem die Erfahrungen der Panzerfabrikation der Rheinmetall-Borsig Tochtergesellschaft Altmärkische Kettenwerke in Berlin. Der Raumbedarf und die technische Innenausstattung waren sehr großzügig dimensioniert. Die offizielle Eröffnung erfolgte im Jahre 1942. Die monatliche Fertigungskapazität sollte im Endausbau 320 Panzer umfassen, was jedoch zu keinem Zeitpunkt erreicht wurde.
Obwohl beim Großteil der panzerfertigenden Industrie ein Baustopp für Neubauprojekte galt, wurde das Nibelungenwerk nicht beeinträchtigt. Dies war der Tatsache geschuldet, dass Österreich bis 1943 als „Luftschutzkeller des Deutschen Reiches“ galt und Göring als Beauftragter für den Vierjahresplan den Ausbau begünstigte.
Als Tarnname wurde für das Werk Spielwarenfabrik gewählt.

### Ausbaustufen und Umgriff
Das Werk bestand aus insgesamt vier Ausbaustufen und wurde im Laufe der Zeit erweitert. In der ersten Ausbaustufe übernahm das Werk bereits im September 1940 erste Reparaturarbeiten am Panzer III. Die zweite Stufe beinhaltete Lieferaufträge für eine Teileproduktion, in deren Rahmen unter anderem 5400 Laufrollen für das Grusonwerk in Magdeburg-Buckau hergestellt wurden. Mit der Ende 1941 fertiggestellten dritten Ausbaustufe begann neben dem Zusammenbau des Porsche-Tigers die Serienproduktion des Panzers IV ab 1942. Mit der letzten Ausbaustufe im Jahr 1943 wurde die Fertigungskapazität erhöht.
Das Werk bestand aus insgesamt neun Hallen. Sieben Stahlbetonhallen waren 120 m lang und 60 m breit; die beiden anderen Hallen waren Stahlrohrkonstruktionen und maßen 120 × 120 Meter. Um die Produktion auch nach Luftangriffen aufrechterhalten zu können, wurde die Fabrik durch ein unterirdisches Ringsystem mit Strom, Pressluft, Heizung und Wasser versorgt. Das Werk wurde von zwei Eisenbahngleisen umlaufen; jede Halle hatte einen eigenen Gleisanschluss.
Neben der Halle VI wurde zudem ein Verwaltungszentrum geplant. Dazu sollten das Pförtnerhaus, ein Kraftfahrzeughof und ein Verwaltungstrakt mit Gemeinschaftshaus und Küchengebäude gehören. Vom Verwaltungstrakt wurde lediglich das Küchengebäude als langgestreckter Bau mit markantem Walmdach realisiert. Die Pläne hierzu stammten vom Architekten Raimund von Doblhoff, der bewusste eine Gestaltung wählte, die sich vom nüchternen Baustil der benachbarten Produktionshallen abhob.
Zum Projekt gehörten auch die zwei Werksiedlungen Herzograd und Langenhart in St. Valentin.

### Belegschaft

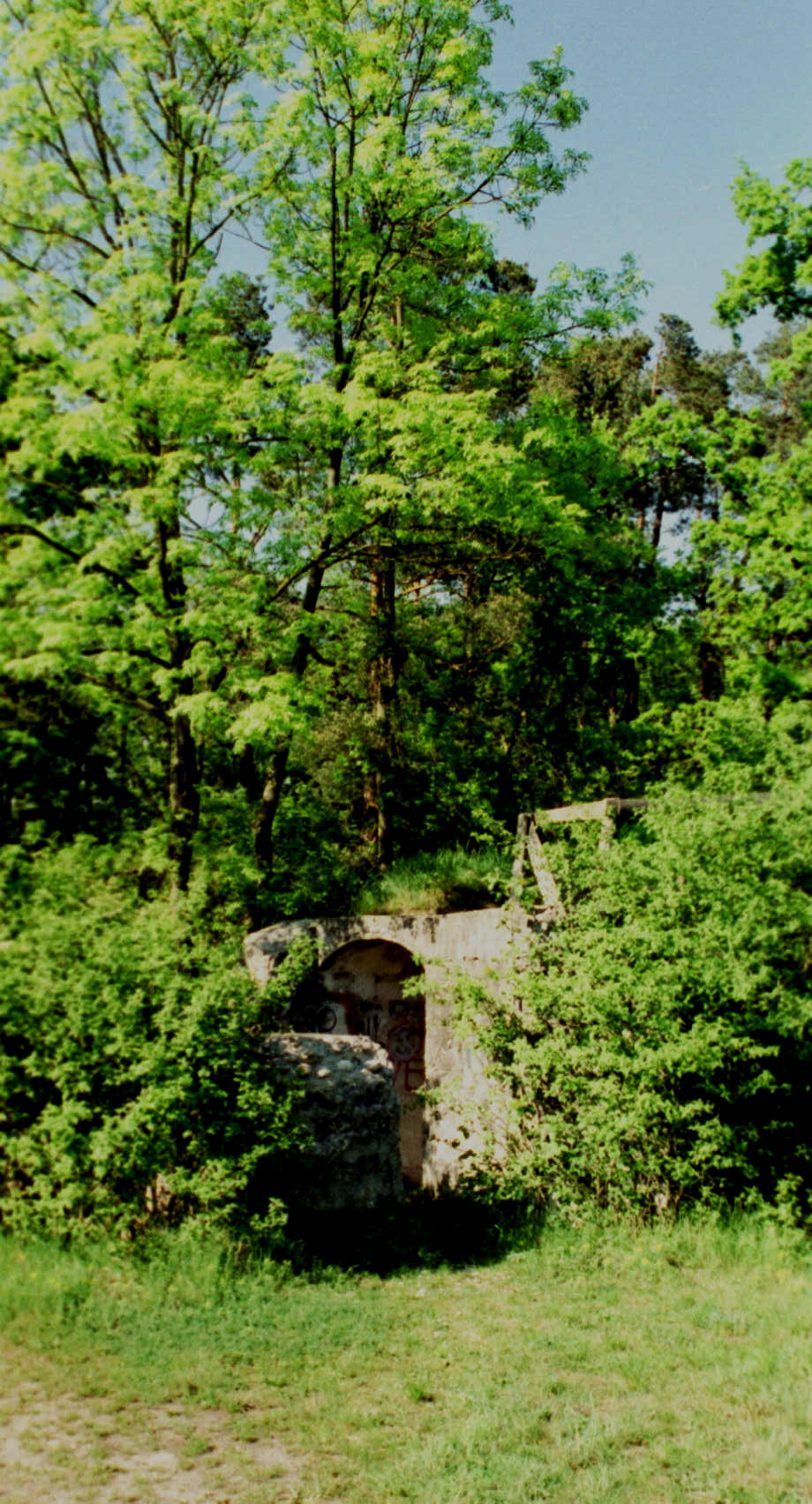
Bunker des ehemaligen KZ-Nebenlagers

Im Spätherbst 1941 belief sich der Beschäftigtenstand auf 4800 Personen. Die Belegschaft bestand zahlenmäßig hauptsächlich aus Österreichern, gefolgt von Deutschen. Im Verlaufe des Krieges wurden die an die Front berufenen Arbeiter durch ausländische Kriegsgefangene ersetzt. In der zahlenmäßigen Reihenfolge handelte es sich dabei um Franzosen, Italiener, Griechen, Jugoslawen, Russen und zum Schluss 600 KZ-Häftlinge. Ende 1944 arbeiteten dort etwa 8500 Menschen. Wegen des immer größer werdenden Fachkräftemangels und des zeitlich langwierigen Anlernens und Einweisens der ausländischen Arbeiter wurden den immer wichtiger werdenden Fremdarbeitern relativ weitreichende Zugeständnisse gemacht. So wurde neben der Duldung eines Lagerbordells vor allem den französischen Facharbeitern Urlaub gestattet, worauf viele Franzosen nach der erfolgreichen alliierten Invasion in der Normandie (Juni 1944) in ihrer Heimat blieben und nicht mehr zurückkehrten. Im August 1944 wurde auf dem Gelände ein Außenlager des KZ Mauthausen errichtet, in dem 1500 Häftlinge untergebracht und zur Zwangsarbeit herangezogen wurden.

### Produktion

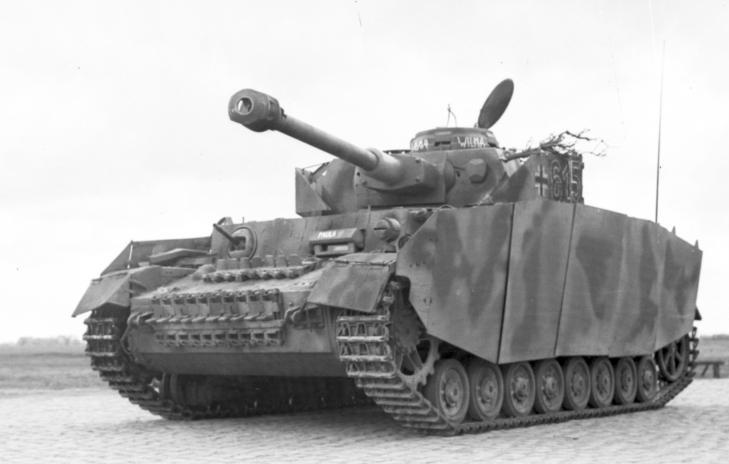
Von rund 8500 PzKpfw IV wurden im Nibelungenwerk knapp 4800 Stück hergestellt

Nach Fertigstellung der vier Ausbaustufen war das Werk die größte Panzerfabrik der Achsenmächte. Von den 8500 Panzer IV wurden im Nibelungenwerk 4786 Stück hergestellt, dazu kamen noch – für Selbstfahrlafetten verwendete − 576 Fahrgestelle. Das Nibelungenwerk verfügte als einziges Werk der deutschen Panzerkampfwagenproduktion über eine gut strukturierte Fließbandfertigung mit Haupt- und Nebentaktstraßen. Erstmals wurde von der bisherigen „Gruppenfertigung“ Abstand genommen. Die Taktstraße bestand aus einfachen Ladewagen, die mit Stangen gekoppelt und mit einem Seilzug vorwärts bewegt wurden. Die Taktzeit belief sich von vier Minuten bei der Laufradaufhängung bis zu mehreren Stunden bei der Endmontage. Ein Drittel der erforderlichen Einzelteile wurde im Werk selber hergestellt. Diese Technik war dementsprechend von einem ungestörten Lieferungszufluss und von einer ungehinderten Transportlogistik abhängig, und so kam es vor allem nach den alliierten Luftangriffen im Jahre 1944 des Öfteren zu Lieferverzögerungen.
Neben der Panzer-IV-Produktion erfolgte im Nibelungenwerk auch der Umbau der Porsche-Tiger zum Jagdpanzer Elefant. Nach einem schweren Fliegerangriff am 17. Oktober 1944 musste fast die gesamte Produktion ausgelagert werden. Trotzdem konnten von 3125 Panzer IV im Jahre 1944 insgesamt 2845 Exemplare im Nibelungenwerk hergestellt werden. Zum Ende des Jahres 1944 wurde mit der Produktion des Jagdtiger begonnen. Die Umstellung der Fertigung vollzog sich problemlos, da die Kräne und sonstige technische Einrichtungen stark überdimensioniert waren. In den letzten Tagen des Krieges wurden noch jeweils 65 Panther und Tiger instand gesetzt.
Am 8. Mai 1945 besetzten amerikanische Truppen von Generalmajor Stanley Eric Reinharts 259. Infanterie-Regiment die Stadt. Sie bewachten auch französische und sowjetische Kriegsgefangene sowie tschechische Zwangsarbeiter des „Nibelungenwerks“.
Nachdem die Rote Armee das Werk am 9. Mai 1945 besetzt hatte, lief die Produktion in geringem Ausmaß weiter, um einige Panzer IV für die Siegesparade in Moskau zur Verfügung zu stellen.

### Das Werk nach dem Krieg bis heute
Der ehemalige Zulieferbetrieb „Eisenwerke Oberdonau“ ist heute die bedeutendste Stahlfabrik Österreichs und gehört zu Voestalpine.
Nach dem Staatsvertrag im Jahr 1955 übernahm die Republik Österreich das Werk. Im Jahr 1957 wurde das Werk in die ehemalige Steyr-Daimler-Puch eingegliedert. Im Jahr 1974 wurde die gesamte Traktormontage des Konzerns von Steyr auf dieses Gelände transferiert.
Heute gehören das ehemalige Nibelungenwerk sowie das dazugehörende Gelände dem kanadischen Autozulieferkonzern MAGNA. Der Landmaschinenhersteller CNH Global ist auf dem Areal eingemietet. CNH hat seinen Europasitz in St. Valentin und verwendet drei Hallen zur Produktion von Traktorkabinen und für die Endmontage der mittleren Klassen. Das Eingangsgebäude und die Kantine werden nach wie vor verwendet. Die östlich gelegene Halle wird von MAGNA für die Kfz-Komponentenfertigung in Klein- und Kleinstserie verwendet. Auch das Erprobungsgelände gehört MAGNA International.